# Jan Suchopárek
Jan Suchopárek (n. 23 de septiembre de 1969 en Kladno) es un ex futbolista internacional checo y actualmente entrenador asistente tanto del FK Dukla Praga como del equipo nacional checo sub-21. Como jugador actuó como defensa central y fue internacional con Checoslovaquia y la República Checa. Disputó, en conjunto, 61 partidos y anotó 4 goles.
Suchopárek fue uno de los integrantes de la selección checa que consiguió el subcampeonato de la UEFA Euro 1996, tras perder en la final ante Alemania. Jugó en dos de los principales equipos praguenses, el Dukla y el Slavia. Tras el éxito de la Eurocopa fichó por el RC Strasbourg.

## Palmarés

### Club
Dukla Praga
- Copa de Checoslovaquia (1) : 1989/90

Slavia Praga
- Gambrinus liga (1) : 1995–96
- Copa de la República Checa (1) : 2001–02

Strasbourg
- Coupe de la Ligue (1) : 1997

### Selección checa
- Eurocopa
  - Subcampeón: 1996